# Paul Neumann (nadador)

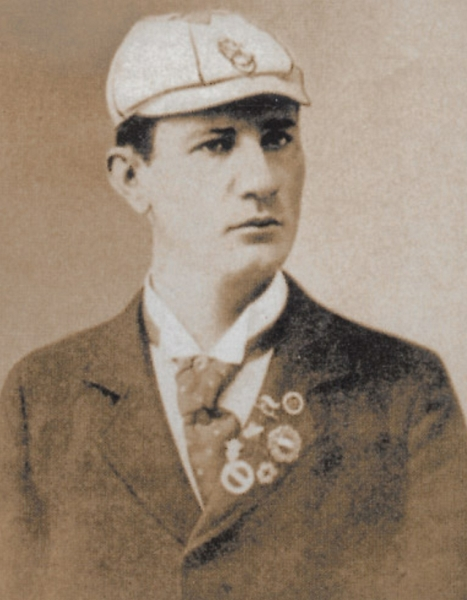
Se convirtió en el primer deportista austríaco en ganar una medalla de oro.

Paul Neumann (Viena, 13 de junio de 1875 - Viena, 9 de febrero de 1932) fue un nadador, y médico austríaco judío, que compitió en los Juegos Olímpicos de Atenas 1896.
Neumann era judío, y nació en Viena. Compitió en los 500 metros y los 1.200 metros estilo libre, del programa de natación de los Juegos Olímpicos de Atenas 1896. El húngaro Hajós, que había ganado los 100 metros libres, no nadó los 500 metros para prepararse para los 1.200. Neumann no tuvo oportunidad de descansar después de los 500 metros, y como resultado de ello no pudo terminar la competencia de los 1.200.
En 1897 marcó récords mundiales en las 2, 3, 4 y 5 millas.
Inmigró a los Estados Unidos, después de los juegos olímpicos de Atenas. Allí se convirtió en médico y doctor en filosofía.